# Charles-François Lebrun
Charles-François Lebrun, hertig av Piacenza, född 19 mars 1739, död 16 juni 1824, var en fransk politiker.
Lebrun var finansämbetsman, en av René Nicolas de Maupeous närmaste män och drog med i dennes fall 1774. Han ägnade sig därefter åt litterär verksamhet och blev 1789 medlem av Nationalförsamlingen, där han företrädde en moderat-liberal uppfattning. På nytt ämbetsman fängslades han under skräckväldet. Lebrun kallades efter brumairekuppen av Napoleon Bonaparte till tredje konsul. Efter kejsardömets inrättande fortsatte han att handha ledningen av finanserna som ärkeskattmästare. Åren 1805-06 omorganiserade Lebrun som generalguvernör Ligurien, utnämndes 1808 till hertig av Piacenza, och ledde 1810-13 Hollands organisation. År 1814 utnämndes han till pär av Ludvig XVIII men föll i onåd genom sin anslutning till Napoleon under de hundra dagarna och blev först 1819 åter pär. Hans Mémoires utgavs 1829.